# HC Predators Česká Lípa

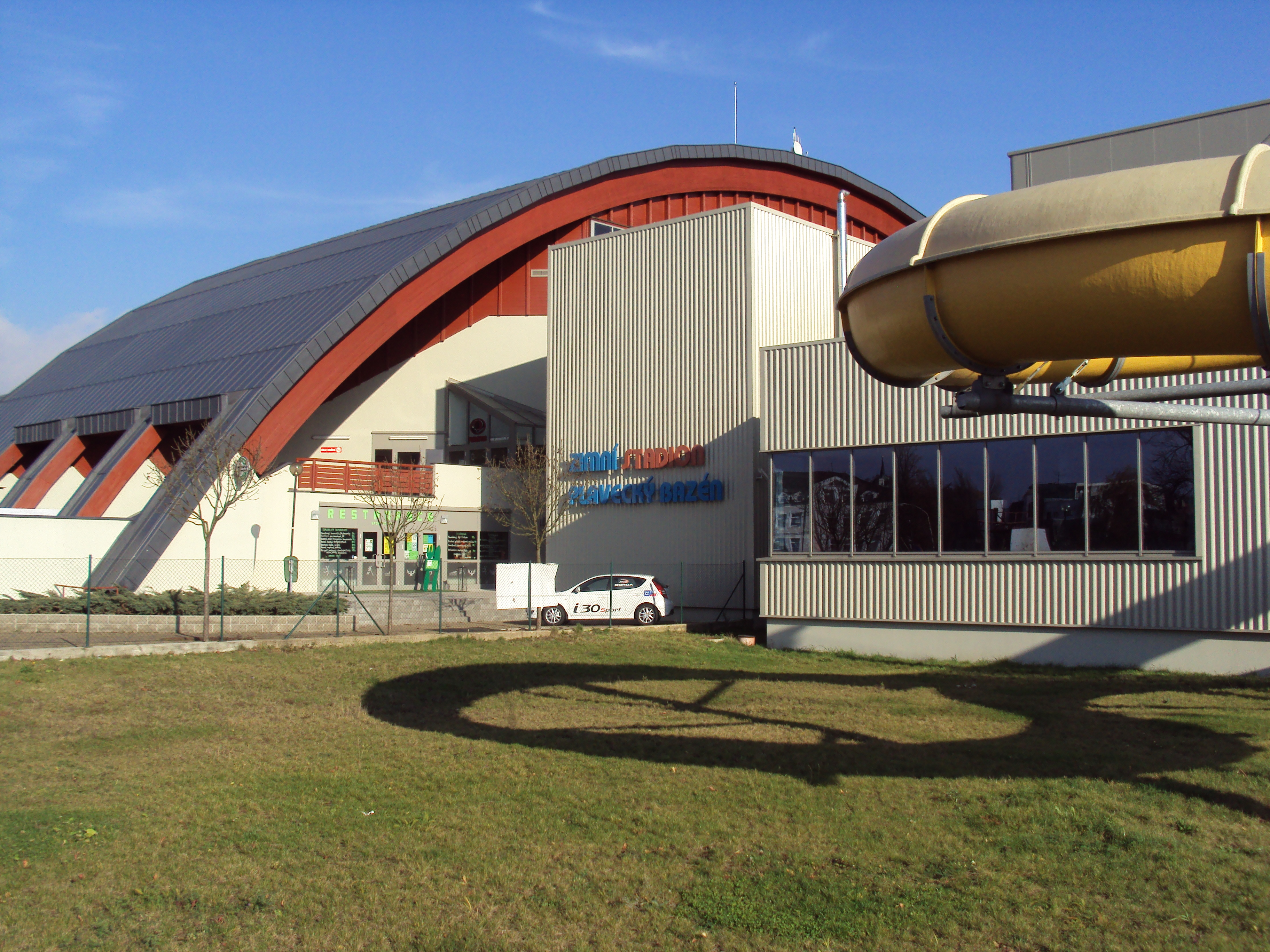
Vzadu zimní stadion, vpředu plavecký bazén

HC Predators Česká Lípa (celým názvem: Hockey Club Predators Česká Lípa) byl český klub ledního hokeje, který sídlil ve městě Česká Lípa v Libereckém kraji. Založen byl v roce 1989, zanikl v roce 2011. V letech 2010–2010 působil v Liberecké krajské lize, čtvrté české nejvyšší soutěži ledního hokeje. Klubové barvy byly červená a bílá.
Tým hrál až do sklonku října 2011 své domácí zápasy v zimní hale u Ploučnice v sousedství Kauflandu a plaveckého bazénu.
Halu sdílel s dalším hokejovým klubem HC Česká Lípa, který hrál druhou ligu a po sestupu a nezvládnuté baráži po sezóně 2009 / 2010 svou činnost ukončil. Predátoři tak zůstali v České Lípě sami a dosahovali v krajském přeboru na sklonku roku 2011 pěkné výsledky. Vedení klubu však nezískalo podporu ani města, ani jiných sponzorů a proto tým k 31. říjnu 2011 ze soutěže odhlásilo.
Své domácí zápasy odehrával na zimním stadionu Česká Lípa.

## Přehled ligové účasti
Stručný přehled
Zdroj:
- 2010–2011: Liberecká krajská liga (4. ligová úroveň v České republice)

Jednotlivé ročníky
Zdroj:
Legenda: ZČ - základní část, červené podbarvení - sestup, zelené podbarvení - postup, fialové podbarvení - reorganizace, změna skupiny či soutěže
| Česko (2010 – 2011) |                        |           |          |                                       |          |
| Sezóny              | Soutěž                 | Úroveň    | ZČ       | Play-off, nadstavba, sk. o udržení... | Poznámky |
| 2010/11             | Liberecká krajská liga | 4. úroveň | 1. místo | Předkolo                              |          |